# Tom Pendry
Thomas Pendry, baron Pendry, (né le 10 juin 1934, et mort le 26 février 2023), est un homme politique travailliste britannique membre de la Chambre des lords. 
Il est auparavant député travailliste de Stalybridge et Hyde de 1970 à 2001. En 2000, avant de prendre sa retraite en tant que député, il est nommé membre du Conseil privé sur la recommandation de Tony Blair. Après l'élection de 2001, il est élevé à la pairie le 4 juillet en tant que baron Pendry, de Stalybridge dans le comté du Grand Manchester. Il est président de la Football Foundation Ltd et est auparavant conseiller sportif du Tameside District Council Sports Trust,.

## Biographie

### Jeunesse
Dans un article du magazine Cheshire Life en juin 2004, Tom Pendry révèle qu'il est né dans des circonstances relativement confortables à Broadstairs, dans le Kent, et qu'il fréquente l'école de l'abbaye de St Augustin. Il travaille comme dirigeant syndical pour NUPE et comme ingénieur.

### Carrière politique
Tom Pendry est conseiller au Paddington Borough Council à Londres de 1962 à 1965 (lorsque l'arrondissement est aboli), représentant Harrow Road South. Il est élu au Parlement en 1970 pour Stalybridge et Hyde, qui à l'époque couvrent des régions du Cheshire et du Lancashire, et est ensuite une partie du Grand Manchester. Il est whip de l'opposition entre 1971 et 1974.
Dans le gouvernement de James Callaghan entre 1976 et 1979, Tom Pendry est lord commissaire au Trésor (adjoint au whip du gouvernement) et par la suite sous-secrétaire d'État parlementaire pour l'Irlande du Nord.
En 1979, il retourne à l'Arrière-ban, jusqu'à ce qu'il soit nommé au poste de ministre fantôme des Sports et du Tourisme par John Smith, poste qu'il occupe jusqu'en 1997. Lorsque le parti travailliste arrive au pouvoir en 1997, Tom Pendry est le seul membre de l'équipe fantôme à ne pas être nommé à un poste gouvernemental.

### Autres activités
Lord Pendry est un passionné de sport, notamment pendant son service national dans la Royal Air Force. Il est nommé président de la Football Foundation en février 2003 et continue d'occuper ce poste. 
Tom Pendry est membre du Lords and Commons Cigar Club. De juin à septembre 2018, il siège au Comité Régénération des Villes et Communautés balnéaires. Ses mémoires, Taking It on the Chin, sont publiées en 2016.